# Кейптаун (аэропорт)
 Международный аэропорт Кейптаун  (англ. Cape Town International Airport);  (ИАТА: CPT, ИКАО: FACT) — основной аэропорт, обслуживающий город Кейптаун. Является вторым самым загруженным аэропортом в Южной Африке и третьим по загруженности в Африке. Расположен в 22 километрах от центра города. Аэропорт был открыт в 1954 году, чтобы заменить предыдущий аэропорт Кейптауна в пригороде Вингфилде, (англ. Wingfield).
У аэропорта есть прямые рейсы из Йоханнесбурга и Дурбана и рейсы в малые города Южной Африки. На международном уровне прямые рейсы выполняются к местам назначения в Африке, Азии, Европе и Южной Америке. Авиамаршрут между Кейптауном и Йоханнесбургом был пятым самым загруженным авиамаршрутом в мире в 2007 году, а также как самым загруженным в Африке с авиамаршрутом между Кейптауном и Дурбаном, являющимся пятым самым загруженным в Африке.
В 2009 году международный аэропорт Кейптаун получил премию Skytrax за лучший аэропорт в Африке. У аэропорта есть внутренние и внешние терминалы, связанные общим центральным терминалом.

## История
Международный аэропорт Кейптауна был открыт в 1954 году, спустя год после того, как международный аэропорт имени Яна Смэтса (теперь международный аэропорт имени О. Р. Тамбо) открылся в Витватерсранде. Аэропорт заменил предыдущий аэропорт Кейптауна, расположенный в пригороде Вингфилд, англ. Wingfield). Первоначально назывался как D.F. Malan Airport в честь тогдашнего южноафриканского премьер-министра Даниэля Франсуа Малана. Первоначально было предложено два международных рейса: прямой в Великобританию и второй рейс в Великобританию через Йоханнесбург.
С падением апартеида в начале 1990-х годов, собственность аэропорта была передана государством недавно сформированной компании-эксплуатанту Airports Company South Africa, аэропорт был переименован с политической точки зрения в Международный аэропорт Кейптаун. Первые годы двадцать первого столетия наблюдался огромный рост в аэропорту; от обработки с 6.2 миллионов пассажиров в год в 2004-05 годах, аэропорт достиг максимума в 8.4 миллионов пассажиров в год в 2007-08 года перед снижением к 7.8 миллионов в 2008-09 годах.
При подготовке в 2010 году к чемпионату мира по футболу Международный аэропорт Кейптаун был расширен и отремонтирован. Главным центром было развитие центрального здания терминала стоимостью миллиарда R1.6, который связал отдельные, внутренние и внешние терминалы и обеспечил общую область регистрации. Исходный уровень центрального терминала открылся в ноябре 2009 года.

## Терминал

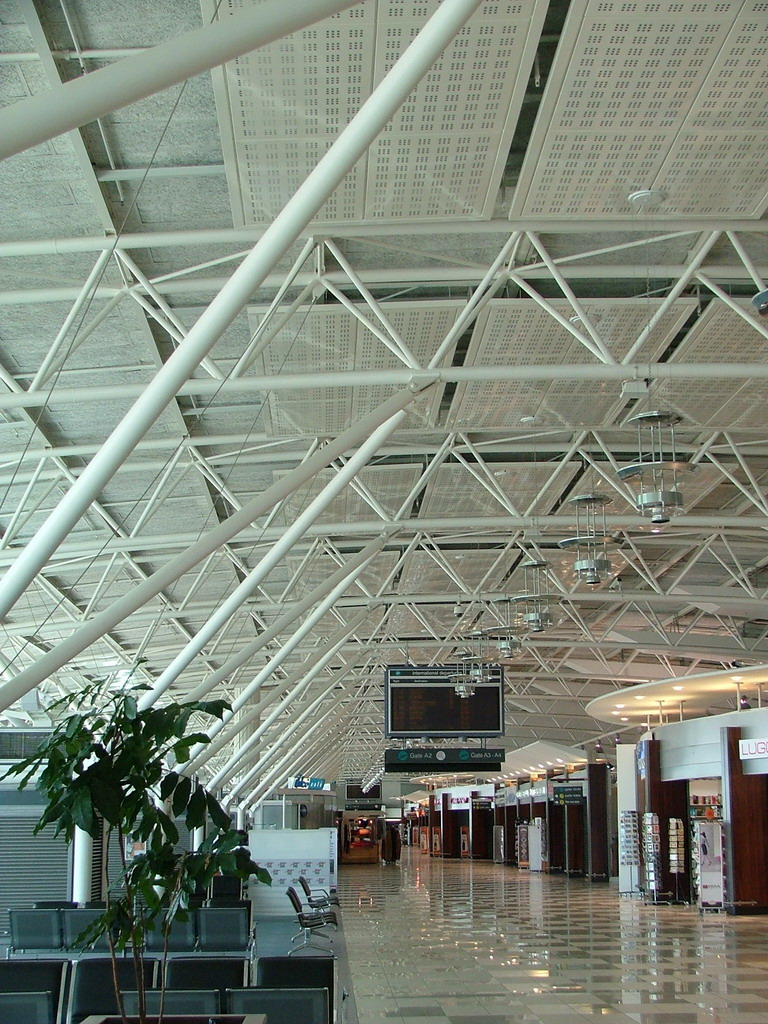
Интерьер терминала Международного аэропорта Кейптаун.

У здания есть проект уровня разделения с отъездами, расположенными на верхних этажах и прибытии в цокольные этажи. Поднятая система шоссе обеспечивает доступ и к отъездам, и к уровням прибытия. Вся регистрация происходит в центральном здании терминала, содержащим 120 столов регистрации и 20 терминалов самообслуживания.
Терминал содержит 10 телескопических трапов, равномерно разделённых между внутренним и внешним использованием. Секции более низких уровней внутренних и внешних терминалов используются для того, чтобы транспортировать пассажиров с помощью автобусов к и от отдалённо припаркованного самолёта.
Прибытие обработано в старых секциях соответствующих терминалов. В настоящее время зона прибытия перестроена, чтобы использовать новое центральное здание терминала с залом вновь прибытия. Терминал содержит автоматизированную систему обработки багажа, способную к обработке 30 000 сумок в час.
Розничные продажм в центральном здании терминала расположены на верхнем уровне выше исходного уровня, который включает самый большой ресторан на африканском континенте, площадь которого составляет 1 080 m2 (11 600 кв. футов) Spur Steak Ranches. У терминала также есть смотровая вышка, расположенная на верхнем уровне.
В 2009 году Международный аэропорт Кейптаун получил премию Skytrax «Лучший аэропорт в Африке», опередив международный аэропорт Дурбан и международный аэропорт имени О. Р. Тамбо.

## Авиалинии и направления

Карта международных рейсов из Аэропорта Кейптаун.

Карта местных и внутренних рейсов из Аэропорта Кейптаун.

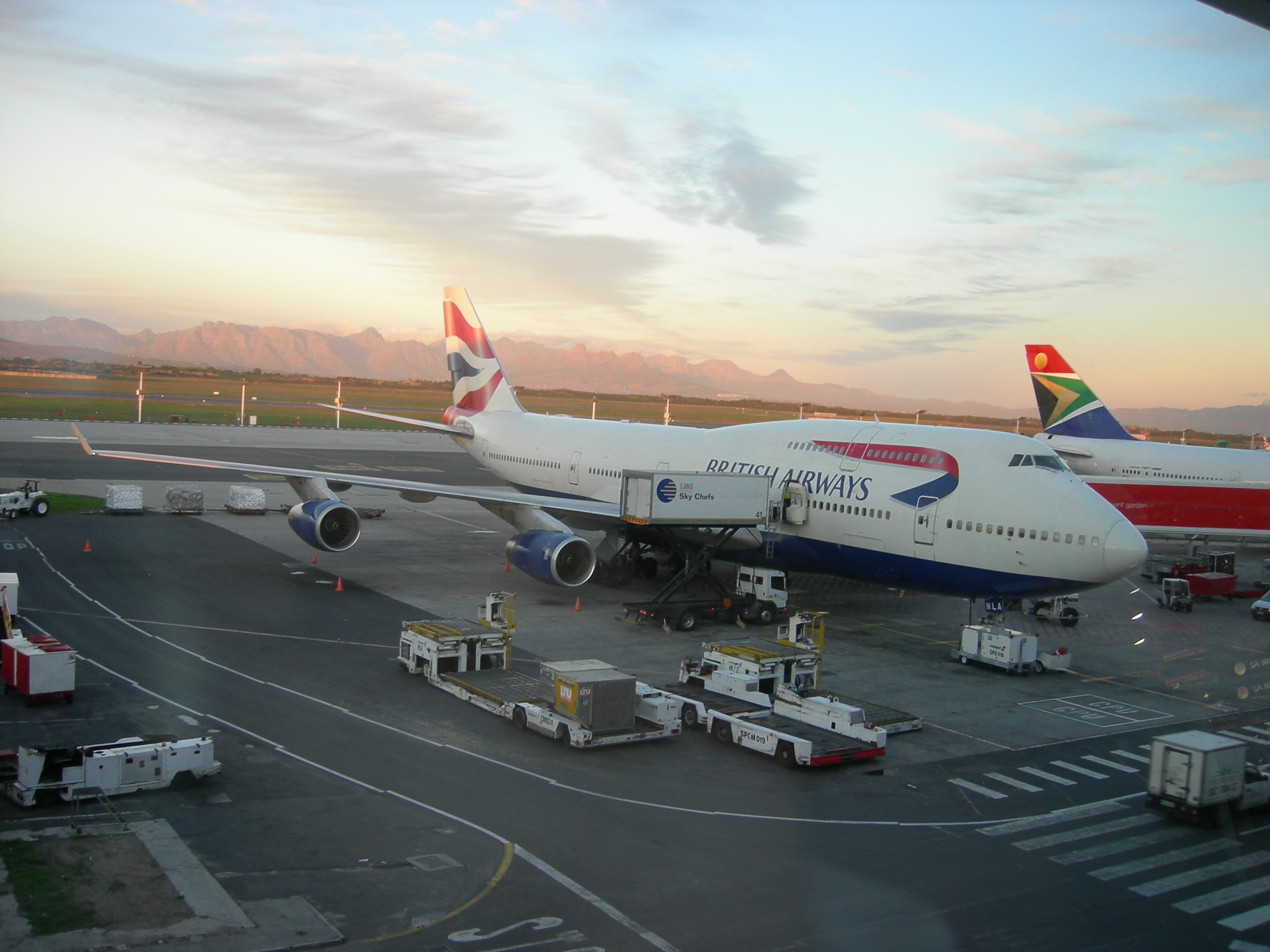
Боинг 747-400 авиакомпании British Airways на стоянке в международном аэропорту Кейптаун.

## Наземный транспорт

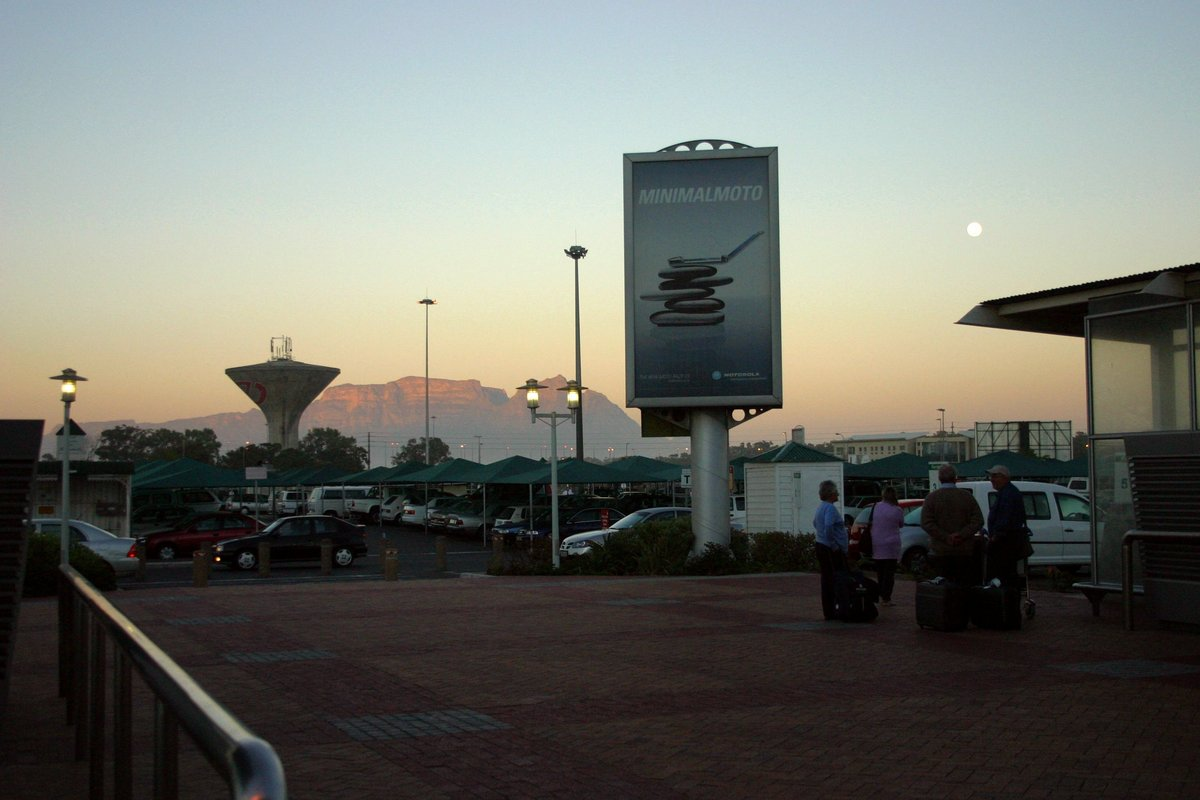
Вид на общую площадь парковки.

## Автомобили
Международный аэропорт Кейптаун находится в 22 километрах от центра города. К нему можно добраться по автостраде N2 с подъездным путём, обеспечивающим прямую связь между N2 (в выходе 16) и аэропортом. К аэропорту можно также доехать по автостраде R300 через M12, M10 и M22.
Аэропорт обеспечивает приблизительно 1 424 мест парковки на общей стоянке и 1 748 мест парковки в многоэтажной стоянке, расположенной около внутреннего терминала. Новая стоянка, которая расположена около международного терминала обеспечивает 4 000 парковочных мест.

## Общественный транспорт
Автобусная система скоростного транспорта MyCiTi обеспечивает челночное обслуживание, соединяющее аэропорт с автобусной станцией городского административного центра в центре города. Автобусы отбывают каждые 20 минут начиная с 04:20 до 22:00. Аэропорт также обеспечен такси и различными частными компаниями шаттла.

## Железная дорога
К иеждународному аэропорту Кейптаун нет прямого железнодорожного доступа. Агентство пассажирской железной дороги Южной Африки предложило 4 км (2.5 миль) железнодорожного сообщения между аэропортом и пригородной железнодорожной сетью Кейптауна, однако маловероятно, что железнодорожное сообщение было построено к 2011 году с завершением проекта метрополитена Gautrain в Гаутенге.

## Авиапроисшествия и инциденты
- 26 мая 1971 год, три самолёта Hawker Siddeley HS-125 Военно-воздушных сил ЮАР, совершавшие полёты для предстоящего авиационного шоу в аэропорту, врезались в часть горной местности Devil’s Peak к западу от аэродрома. Самолёты были разрушены, все 11 членов экипажа погибли[12][13].
- 5 июня 1983 год, Cessna 402B, номер ZS-KVG, потерпел крушение вскоре после взлёта при ненастной погоде. Семь из девяти на борту погибли[12][14][15].
- 7 ноября 2007 год, Boeing 737-230, номер ZS-OEZ, авиакомпании Nationwide Airlines. При взлёте была обнаружена неполадка одного из двигателей. Взлёт был продолжен, команда успешно посадила самолёт без ранений и человеческих потерь. На борту самолёта находилось 106 пассажиров[16].